# Henriette Honoré
Henriette Honoré (født 20. august 1971 i Gelsted) er en dansk studievært.
Hun er student fra Odense Katedralskole, hvor hun gik i klasse med stand-up-komikeren Sebastian Dorset. Efter gymnasiet læste Honoré spansk ved Odense Universitet.
Tv-karrieren har primært udspillet sig på TV 2, hvor hun først var vært på Mandag-Mandag, senere sommerunderholdningsprogrammet Jagten på den gyldne Kanin, Udfordringen, der blev hendes gennembrud. Hun var i nogle år vært på TV 2's familieunderholdning fredag aften – først på Henriette og Ole, dernæst på Fredag i Farver. Hun har senere været vært på Go' morgen Danmark, Danmarks værste bilist og "Test Nationen" Senest projekt for Henriette var da hun startede som ugeredaktør på TV2 Fri.
Hun er gift med Henrik Feltborg-Zethner, der er selvstændig. Parret har tre døtre og er bosiddende i Nordsjælland.